# Barnesville (Geòrgia)
Barnesville és una població dels Estats Units a l'estat de Geòrgia. Segons el cens del 2000 tenia 5.972 habitants.

## Demografia
Segons el cens del 2000, Barnesville tenia 5.972 habitants, 2.079 habitatges, i 1.382 famílies. La densitat de població era de 407,4 habitants per km².
Dels 2.079 habitatges en un 31,5% hi vivien nens de menys de 18 anys, en un 37,1% hi vivien parelles casades, en un 25,3% dones solteres, i en un 33,5% no eren unitats familiars. En el 29% dels habitatges hi vivien persones soles el 12% de les quals corresponia a persones de 65 anys o més que vivien soles. El nombre mitjà de persones vivint en cada habitatge era de 2,47 i el nombre mitjà de persones que vivien en cada família era de 3,04.
Per edats la població es repartia de la següent manera: un 23,6% tenia menys de 18 anys, un 17,7% entre 18 i 24, un 26,4% entre 25 i 44, un 18,5% de 45 a 60 i un 13,8% 65 anys o més.
L'edat mediana era de 32 anys. Per cada 100 dones de 18 o més anys hi havia 78,6 homes.
La renda mediana per habitatge era de 30.375 $ i la renda mediana per família de 36.492 $. Els homes tenien una renda mediana de 26.740 $ mentre que les dones 20.160 $. La renda per capita de la població era de 15.423 $. Entorn del 16,1% de les famílies i el 20,3% de la població estaven per davall del llindar de pobresa.

## Poblacions més properes
El següent diagrama mostra les poblacions més properes.